# Tipula spatulifera
Tipula spatulifera är en tvåvingeart som beskrevs av Alexander 1928. Tipula spatulifera ingår i släktet Tipula och familjen storharkrankar. Inga underarter finns listade i Catalogue of Life.